# Laia Jufresa
Laia Jufresa (1983, Ciudad de México) es una escritora mexicana.
En 2015 fue seleccionada como una de los 20 autores menores de 40 años, en el proyecto Mexico20. Y, en 2017, fue seleccionada como una de los 39 autores más distinguidos de Latinoamérica por el proyecto Bogotá39.

## Biografía
Laia Jufresa nació en la Ciudad de México en 1983, y creció en París. Vivió, además, en Argentina, España,  Alemania y Escocia. Se licenció en Artes por la Universidad de La Sorbona y obtuvo un máster en álbum infantil ilustrado. Fue becada por la Fundación para las Letras Mexicanas (2004-2006) y, dos veces, por el Fondo Nacional para la Cultura y las Artes De México (en 2008-2009 y 2012-2013, respectivamente).
Publicó su primer libro, El esquinista, en 2014, al que le siguió su primera novela, Umami, en 2015. En 2017, Umami fue editada en Chile por la Editorial Kindberg. Además, la novela fue traducida a más de nueve idiomas y, en 2016, ganó como mejor primera novela en el festival de primeras novelas de Chambéry, y también ganó el PEN Translates Award y fue finalista al Best Translated Book Award.
Jufresa ha publicado artículos y cuentos en español y en inglés en varias antologías y revistas como Letras Libres, McSweeney's y El País. Ha, además, escrito radio para la BBC.

## Obra

### Novelas
- Umami (2015)

### Cuentos
- El esquinista (2014)
- Jufresa, Laia (2003). Veinte, veintiuno. México: Debolsillo. ISBN 978-607-38-3823-8.

### Literatura infantil
- La apuesta (2017)
- Solecitos para contar despacio (2021)
- El camaleón (2023)